# Проспекты Новогиреева
Проспекты дачного посёлка Новогиреево — улицы на территории современных районов Новогиреево, Перово и Ивановское Восточного административного округа города Москвы, первоначально проложенные в дачном посёлке Новогиреево. Проспекты до сих пор существуют (некоторые — как проспекты и улицы, остальные — как внутридворовые проезды.

## История

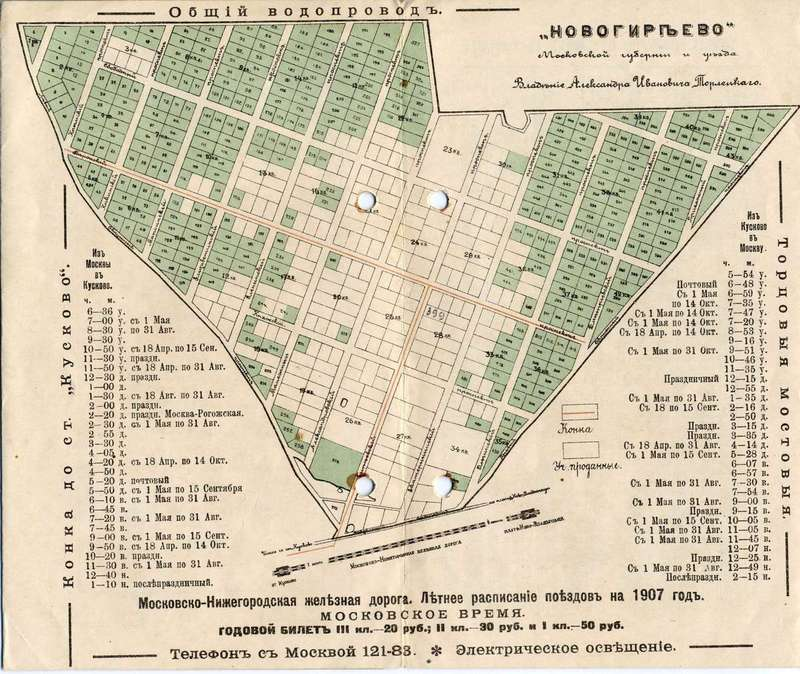
План посёлка Новогиреево на карте 1907 года

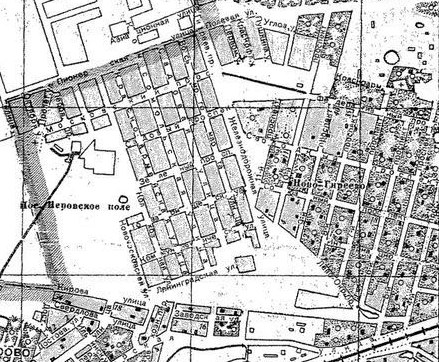
Посёлок Ново-Гиреево на карте 1940 года

Недалеко от платформы «Новогиреево» располагался дачный посёлок Новогиреево. Посёлок был застроен регулярным образом: было проложено 11 проспектов в направлении с юго-запада на северо-восток и несколько перпендикулярных им.
Проспекты носили оригинальные названия. Позже 11 параллельных проспектов получили «номерные» названия, проспекты, перпендикулярные им, были переименованы.
Проспекты с юго-востока на северо-запад («номерные», слева указан номер):
1. Присяжный
2. Дмитровский
3. Ольгинский
4. Екатерининский, теперь Свободный
5. Гиреевский
6. Александровский
7. Манежный
8. Еленинский
9. Елизаветинский
10. Мариинский, теперь часть Мартеновской улицы к северу от Зелёного проспекта
11. Никитинский

Проспекты с северо-запада на юго-восток (перпендикулярные «номерным»):
- Сапёрный, теперь Сапёрный проезд
- Новый, позднее Красноармейский проспект (между 9-м и 5-м просп.), упразднён
- Думский, теперь Федеративный проспект
- Свободный, теперь Зелёный проспект
- Баронский, теперь Союзный проспект
- Княжеский, позже Интернациональный проспект, теперь улица Алексея Дикого

Под другими углами:
Крымский, позже 12-й проспект, теперь Новогиреевская улица
Левоокружной (он же проезд), теперь часть Мартеновской улицы к югу от Зелёного проспекта.
Правоокружной (он же проезд) — упразднён.
Окружной, являлся продолжением на юго-запад 1-го проспекта (под углом к 3-му проспекту) — упразднён.
Посёлок Новогиреево был включён в состав Москвы в 1960 году и стал территорией массовой жилищной застройки.

## Сводная таблица
| Советское название         | Дореволюционное название             | Современный статус |               |
| -------------------------- | ------------------------------------ | --- | ------------- |
| Зелёный проспект           | Проложен после революции             | Существует | [ 4 ]         |
| Интернациональный проспект | Княжеский проспект                   | Существует как Улица Алексея Дикого (с 1965)                                                                                   | [ 5 ] [ 6 ]   |
| Красноармейский проспект   | Новый проспект                       | Упразднён | [ 7 ] [ 8 ]   |
| Левоокружной проспект      | Левоокружной проспект                | Присоединён к Мартеновской улице                                                                                               | [ 4 ]         |
| Новогиреево 1-й проспект   | Присяжный проспект                   | Существует как внутридворовой проезд.                                                                                          | [ 9 ]         |
| Новогиреево 2-й проспект   | Дмитровский проспект                 | Существует как внутридворовой проезд. В 1974 году к нему был присоединён Правоокружной проспект (по другим данным — Окружной). | [ 10 ]        |
| Новогиреево 3-й проспект   | Ольгинский проспект                  | Существует как внутридворовой проезд.                                                                                          | [ 9 ]         |
| Новогиреево 4-й проспект   | Екатерининский проспект              | Существует как Свободный проспект (с 1972)                                                                                     | [ 11 ] [ 12 ] |
| Новогиреево 5-й проспект   | Гиреевский (Новогиреевский) проспект | Существует как внутридворовой проезд.                                                                                          | [ 11 ]        |
| Новогиреево 6-й проспект   | Александровский проспект             | Существует как внутридворовой проезд. Начальная часть бывшего проспекта застроена                                              | [ 13 ]        |
| Новогиреево 7-й проспект   | Манежный проспект                    | Упразднён | [ 14 ]        |
| Новогиреево 8-й проспект   | Еленинский проспект                  | Упразднён | [ 15 ]        |
| Новогиреево 9-й проспект   | Елагинский проспект                  | Существует как внутридворовой проезд.                                                                                          | [ 15 ]        |
| Новогиреево 10-й проспект  | Мариинский проспект                  | Существует как Мартеновская улица (с 1976)                                                                                     | [ 14 ] [ 16 ] |
| Новогиреево 11-й проспект  | Кикинский проспект                   | Существует как внутридворовой проезд.                                                                                          | [ 17 ]        |
| Новогиреево 12-й проспект  | Крымский проспект                    | Существует как Новогиреевская улица (с 1964)                                                                                   | [ 4 ]         |
| Окружной проспект          | Окружной проспект                    | Упразднён | [ 3 ]         |
| Правоокружной проспект     | Правоокружной проспект               | Упразднён | [ 4 ]         |
| Сапёрный проспект          | Сапёрный проспект                    | Существует как Сапёрный проезд (с 1972)                                                                                        | [ 7 ] [ 8 ]   |
| Союзный проспект           | Баронский (Бароновский) проспект     | Существует | [ 7 ] [ 8 ]   |
| Федеративный проспект      | Думский проспект                     | Существует | [ 7 ] [ 8 ]   |

## Транспорт
Проспекты располагаются вблизи станции метро «Новогиреево».
По 3-му проспекту проходят трамвайные маршруты № 36, 37. В 2021 году трамвайное полотно было капитально отремонтировано.